# Melanie Haag
Melanie Haag (* 1971 in Bruchsal) ist eine deutsche Sängerin und Theaterschauspielerin sowie teilhabende Geschäftsführerin des Rhein Neckar Theaters in Mannheim.

## Laufbahn
In ihrer Gesangsausbildung konzentriert sich Melanie Haag bis heute auf funktionale Stimmbildung, ihr stilistischer Fokus liegt auf Rock und Soul. Ihre ersten Auftritte hatte sie ab 1997 mit der Musical Gesellschaft Mannheim e.V. in The Rocky Horror Show (in den Rollen Magenta und Janet) und später mit
Der kleine Horrorladen (als Soul Girl). Beide Musicals wurden über mehrere Jahre hinweg an verschiedenen Spielorten aufgeführt, darunter u. a. im Pfalzbau und in der Alten Feuerwache in Mannheim.
In den folgenden Jahren war Melanie Haag Frontfrau in verschiedenen Bands (z. B. Birne74, Soul&Pepper, Black Stuff) und fungierte als sogenannte feste Aushilfe bei „Phil“ (laut Phil Collins selbst „one of the best Phil-Collins-Coverbands in Europe“). Sie war mehrfach zu Gast bei der Sweet Soul Music Revue und ist Gründungsmitglied der Band Back to the 80s, in der sie heute noch aktiv ist. Außerdem bildet sie zusammen mit Gitarrist Florian Kaether das Akustik-Duo Mela 'n the acoustic flow.
Erste Erfahrungen als Theaterschauspielerin sammelte sie ab 1999 am Prinzregenten-Theater in Ludwigshafen in verschiedenen Komödien in Kurpfälzer Mundart. Seit 2013 ist sie festes Mitglied des Ensembles des Rhein Neckar Theaters und spielte dort seitdem einige hundert Vorstellungen. Ferner wurde sie für verschiedene Produktionen des Capitol (Mannheim) engagiert. 2019 wurde sie teilhabende Geschäftsführerin des Rhein Neckar Theaters und führt das Theater seitdem zusammen mit Intendant Markus Beisel.
Als Rockröhre Miss Melany Hääig ist sie ein Teil der Party-Spaß-Truppe Die Schlagertanten, die dem Ensemble des Rhein Neckar Theaters entsprang. Das Programm der Ladies bedient sich aller Genres quer durch Schlager, Rock, Pop, Musical und Filmmusik – gewürzt mit deftigen Comedy-Moderationen.
Gemeinsam mit Patricia Kain produziert und veröffentlicht Haag in unregelmäßigen Abständen Folgen des Podcasts PAMELA – Die zwei Blonden die niemand kennt. Dieses Format wird auch als Bühnenprogramm live aufgeführt.

## Rollen (Auswahl)
- Uff nach Teneriffa, Prinzregenten-Theater Ludwigshafen 1999–2003
- Dornröschendiät, Rhein Neckar Theater Mannheim, 2013–2022
- Sweet dreams of the 80ies, Capitol Mannheim, 2013–2018[11]
- Halleluja, Rhein Neckar Theater Mannheim, 2014–2018[12]
- Wahnsinnsweiber, Rhein Neckar Theater Mannheim, 2016–2017
- Nie wieder Alkohol, Rhein Neckar Theater Mannheim, 2017–2020
- Monnem – doi Musical, Rhein Neckar Theater Mannheim, seit 2017[13]
- Jesus Christ Superstar, Capitol Mannheim, 2018–2023[14]
- Kollegen, Kollegen, Rhein Neckar Theater Mannheim, seit 2019[15]
- Total abgehoben, Rhein Neckar Theater Mannheim, seit 2022[16]
- I want it all, Capitol Mannheim, 2022[17]
- Du bischd so heeß wie ään Vulkan, Rhein Neckar Theater Mannheim, seit 2023[18]
- Hotel Hotel, Rhein Neckar Theater Mannheim, seit 2024